# Cò quăm Puna
Cò quăm Puna hay Cò quăm Ridgway, tên khoa học Plegadis ridgwayi, là một loài chim trong họ Threskiornithidae. Chúng được tìm thấy ở Argentina, Bolivia, Chile, và Peru.